# Zulu (náboženství)
Zulu je jihoafrické kmenové božstvo.
Uctívá mnoho božstev, běžně spojovaných se zvířaty nebo přírodními jevy. Nejvyšší bůh a stvořitel světa se nazývá Unkulunkulu (Ten největší). Podle mýtů se zrodil z obrovské rákosové bažiny nazývané Uhlanga, odkud pocházejí také lidé. Unkulunkulu bývá někdy ztotožňován s nebeským bohem Umvelinqangi (v překladu Ten, který byl na počátku).  Unkulunkulu je zdrojem veškerého bytí. Další, menší božstva se nazývají  Nomhoyi (bohyně řek), Nomkhubulwane (bohyně deště a duhy), Ngungi (bůh kovářů) a Nyanga (bohyně měsíce).